# Шевченків міф України. Спроба філософського аналізу
«Тарас Шевченко: Життя і творчість» — книга з літературної критики та історії літератури української письменниці та есеїстки Оксани Забужко, присвячена символіці творів Тараса Шевченка і образу його самого в українській культурі. Ця 150-сторінкова книжка вийшла в київському видавництві «Абрис» в 1997 році, витримала кілька передруків й оцінювалася неоднозначно серед фахового кола.

## Тематика
Книгу присвячено темі постаті Шевченка в українській духовній культурі. Зокрема розглядається міфологізація образу Шевченка в її позитивних і негативних аспектах і авторські міфи, породжені самими Шевченком. Аналізується історія формування ціннісних поглядів Тарас Шевченка та масового образу цього письменника в українській культурі.

## Критика
В.М.Ричка. Оксана Забужко. Шевченків міф України. Спроба філософського аналізу / Критика та бібліографія // Український історичний журнал. — Київ : Наукова думка, 1998. — №5. — С. 123-125. — ISSN 0130-5247. Архівовано з джерела 15 лютого 2019. Процитовано.